# 大阪狭山市立西小学校
大阪狭山市立西小学校（おおさかさやましりつにししょうがっこう）は、大阪府大阪狭山市にある公立小学校。児童数は2008年現在で約597人と教員36人。

## 沿革
- 1885年 2校1分校が合併して三都小学校の名で開校
- 1970年 大阪狭山市立南第一小学校（当時狭山町立）を分離
- 1987年 市制施行により現校名となる

## 出身者
- 小池徹平（俳優、歌手、WaT）
- 田村龍弘 - プロ野球選手 (千葉ロッテマリーンズ)